# Dominique Rocheteau
Dominique Rocheteau (Saintes, Charente Marítim, 14 de gener del 1955) és un futbolista retirat francès que jugava de davanter.
Pel que fa a clubs, destacà al AS Saint-Étienne, quan aquest era el millor club del futbol francès. En aquest club fou anomenat l'àngel verd. Una lesió va fer que només jugués els darrers minuts en la final de la Copa d'Europa que el seu club perdé davant el Bayern de Múnic. Guanyà tres lligues franceses (1974-1976) i una copa (1977). Fou traspassat al Paris Saint-Germain FC el 1980 i hi guanyà una nova lliga (1986) i dues copes més (1982-1983). Les dues darreres temporades les disputà al Toulouse FC, retirant-se el 1989.
Fou 49 cops internacional amb França. Disputà tres Mundials (1978, 1982 i 1986) i una Eurocopa (1984 on fou campió).

## Palmarès
- 4 Lligues franceses: 1974, 1975, 1976 (Saint-Étienne), 1986 (PSG)
- 3 Copes franceses: 1977 (Saint-Étienne), 1982, 1983 (PSG)
- 1 Eurocopa: 1984